# Курбонов, Кароматулло
Кароматулло Курбонов (тадж. Кароматулло Қурбонов, перс. کرامت الله قرباناف‎; 29 ноября 1961, Куляб — 17 октября 1992, Яван, Хатлонская область) — таджикский певец, музыкант и композитор; солист Таджикского Государственного вокально-инструментального ансамбля «Гульшан»; Заслуженный артист Республики Таджикистан (1992, посмертно).

## Биография
Родился 29 ноября 1961 года в Кулябe, областном центре Таджикской ССР. Вскоре семья Курбоновых переехала жить в расположенный в 13-ти километрах от столицы Республики пригородный колхоз «Москва» (уч. «Партизани сурх») Кокташского района (ныне район Рудаки) Таджикистана.
Отец Кароматулло — Аджик Курбонов, будучи любителем народной музыки, привил детям — своим сыновьям Махмадулло, Кароматулло и Наврузу, любовь к народной песне, игре на традиционных таджикских музыкальных инструментах. Кароматулло, обладая хорошим музыкальным слухом рано увлёкся музыкой, петь таджикские народные песни под собственный аккомпанемент начал ещё в детстве — в школьные годы. По окончании средней школы № 3 Ленинского района поступил в вуз — Таджикский государственный институт искусств, там же, в период учёбы, совместно с единомышленником и другом — Исматулло Холовым, создал инструментальный ансамбль «Сугдиён» (русск.: «Согдиана»). После окончания вуза Кароматулло был принят в состав ВИА «Гульшан», в котором вскоре стал одним из основных солистов.

## Творчество
Как яркая, творческая личность — Кароматулло Курбонов, оставил неизгладимый след в таджикской музыкальной культуре, явившись создателем своей — авторской песенной школы на таджикской эстраде. Его авторские песни — музыкальные аранжировки народных песен украшали государственные культурные мероприятия, традиционные народные и семейные праздники.
Вспоминая Кароматулло — таджикский поэт Хабибулло Нозири, рассказывает, что знал Кароматулло с детства: он был одноклассником его старшего брата — Махмадулло, жили по соседству. — «У нас был свой литературный круг, мы много общались, понимали друг друга, — рассказывает Нозири… — Дело в том, что обычно я пишу слова к песне после того, как слышу мелодию. Так, например, на созданные Кароматулло музыкальные композиции, появились на свет песни, ставшие популярными хитами — „Шахри борони“ (Город в дожде), „Андак-андак“ (Мало-помалу), „Ракс бикун“ (Танцуй), „Зиндаги“ (Жизнь)… Но было и по-другому, иногда свои газели предлагал ему я, а затем он сочинял музыку»…
— «У Кароматулло Курбонова был природный талант, но главная его заслуга в том, что он принёс новое веяние в нашу [таджикскую] современную музыку, — считает Народный артист республики Курбонали Рахмонов. — Даже спустя годы, многие молодые артисты подражают ему, хотят быть похожим на него. Другая особенность Кароматулло была в том, что он любил индийский стиль и даже в национальной музыке использовал индийские инструменты».
В 1988 году К. Курбонов участвовал в Фестивале советско-индийской дружбы «СССР — Индия», г. Дели, пел песни «на индийском языке» (хинди) в исполнении музыки на индийских национальных инструментах ситара, табла.
Кароматулло Курбонову принадлежит семь авторских аудио-альбомов, включающих исполненные певцом 76 песен, в их числе есть песни как на родном — таджикском, так и на других языках, персидском и хинди.

## Смерть
17 октября 1992 года Кароматулло Курбонов и группа его музыкантов, вместе с танцовщицей, а также хозяева свадьбы (всего 11 человек) были жестоко расстреляны на посту ГАИ «Дахана» Яванского района участниками так называемого «Народного фронта Таджикистана»… Кароматулло был убит, застрелен со словами: «Мы здесь сражаемся, а ты на свадьбах поёшь?!»… Следствие по уголовному делу № 8624 об убийстве певца и его музыкантов, продолжалось три года; на скамье подсудимых было 8 преступников, пятеро из которых были осуждены к различным срокам наказания, некоторых из них смерть настигла в скором времени, в годы гражданской войны, в то же время убит был и главарь банды, учинившей кровавое преступление.
Похоронен на кладбище «Сари Осиё».

## Семья
В семье Кароматулло родилось трое детей: два сына и дочь.
Сын — Мухаммадрафи Кароматулло (род. 14 января 1986, район Рудаки, РТ) — известный таджикский эстрадный певец. Окончил Таджикскую национальную консерваторию им. Талабходжи Сатторова. Заслуженный артист Республики Таджикистан. Женат, у него четверо детей: две дочери и два сына.
Дочь — Нозия Кароматулло (род. 07 февраля 1988, Душанбе, РТ) — популярная таджикская эстрадная певица. Окончила Таджикский Республиканский хореографический колледж имени Малики Собировой (2005), затем Индийскую консерваторию — отделение вокала и хореографии (2010), Душанбинский институт предпринимательства и сервиса (2015).

## Память
- 12 мая 2021 перед зданием республиканского колледжа искусств города Куляб установлен бюст Кароматулло Курбонова[11].
- В память о земляке — народном певце и музыканте, в райцентре Ленинского района Республики Таджикистан поставлен памятник.
- Кинорежиссер Неъмат Халилов создал документально-публицистический фильм «Суруди ман», в котором рассказывается о творческом пути музыканта.

## Награды
21 октября 1992 года Указом Президента Республики Таджикистан № 431, Курбонов Кароматулло Аджикович удостоен почётного звания «Заслуженный артист Республики Таджикистан» (посмертно).